# 지룽현

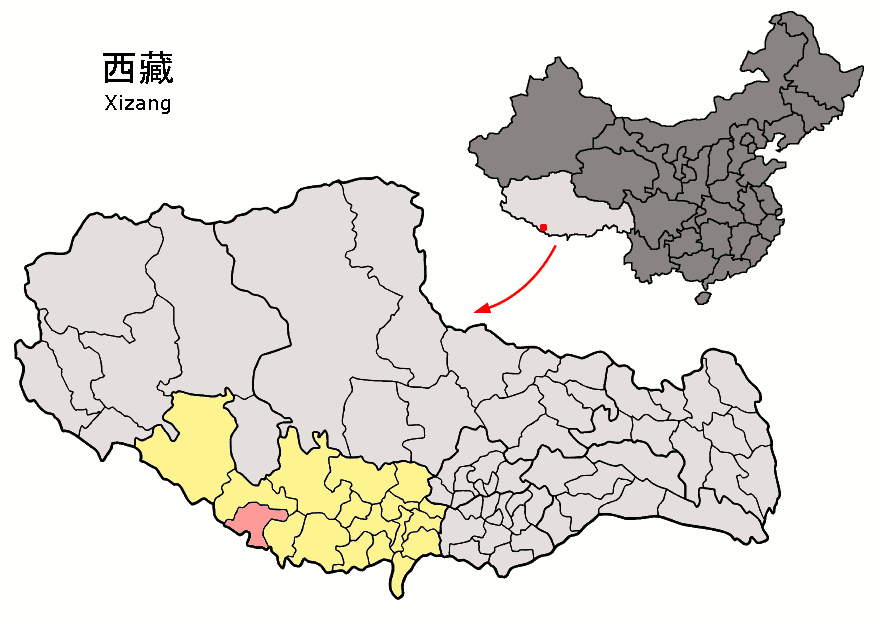
기롱 현의 위치

지룽현(티베트어: སྐྱིད་གྲོང་རྫོང་ 기롱 종, 중국어: 吉隆县, 병음: Jílóng Xiàn)은 티베트 자치구 르카쩌 지구의 현급 행정구역이다. 티베트 자치구의 남서쪽에 위치하며 티베트고원에서 특이하게 기후 조건이 온화하고 야채가 풍부한 것으로 유명하다. 1960년대까지 네팔과 티베트 사이의 주요 교역로가 이 지역을 통과했다. 네팔로부터 쉽게 접근이 가능하여 몇차례 네팔이 티베트에 대항하는 군사활동을 위한 입구로 사용되었다. 넓이는 9300km2이고, 인구는 2007년 기준으로 10,000명이다.

## 지리
평균해발고도는 4000m이다. 기롱 진(吉隆镇)의 해발고도는 2800m이다. 연평균 기온은 0℃, 연평균 강수량은 350mm, 무상일수는 60일이다.

## 행정 구역
2개 진, 3개 향을 관할한다.
- 진: 宗嘎镇, 吉隆镇.
- 향: 折巴乡, 贡当乡, 差那乡.